# 絹川村
絹川村（きぬがわむら）は茨城県結城郡に属していた村。

## 地理
現在の結城市の中部に位置する。
- 河川 ： 鬼怒川

## 歴史
村名は鬼怒川に由来する。

### 村域の変遷
- 1889年（明治22年）4月1日 - 町村制施行により、久保田村、小森村、中村、鹿窪村、林村が合併して発足。
- 1954年（昭和29年）3月15日 - 絹川村は江川村、上山川村とともに結城町に編入。結城町は市制施行して結城市となる。同日絹川村廃止。

変遷表
| 1868年 以前 | 1868年 以前 | 明治元年 | 明治22年 4月1日 | 昭和29年 3月15日 | 現在   |
| ----------- | ----------- | -------- | --------------- | ---------------- | ------ |
|             | 久保田村    | 久保田村 | 絹村            | 結城町 に編入    | 結城市 |
|             | 小森村      | 小森村   | 絹村            | 結城町 に編入    | 結城市 |
|             | 小森村新田  | 小森村   | 絹村            | 結城町 に編入    | 結城市 |
|             | 中村        | 中村     | 絹村            | 結城町 に編入    | 結城市 |
|             | 中村新田村  | 中村     | 絹村            | 結城町 に編入    | 結城市 |
|             | 鹿窪村      |          | 絹村            | 結城町 に編入    | 結城市 |
|             | 林村        |          | 絹村            | 結城町 に編入    | 結城市 |

## 大字
- 久保田（くぼた）
- 小森（こもり）
- 中（なか）
- 鹿窪（かなくぼ）
- 林（はやし）

## 人口・世帯

### 人口
総数 [単位： 人]
| 1891年（明治24年） | 3,334 |
| 1920年（大正 9年） | 3,025 |
| 1935年（昭和10年） | 3,119 |
| 1950年（昭和25年） | 3,569 |

### 世帯
総数 [単位： 世帯]
| 1920年（大正 9年） | 594 |
| 1935年（昭和10年） | 564 |
| 1950年（昭和25年） | 602 |